# النخله السفلى (مسورة)

تعديل مصدري - تعديل

النخله السفلى هي إحدى قرى عزلة شعيان بمديرية مسورة التابعة لمحافظة البيضاء، بلغ تعداد سكانها 67 نسمة حسب تعداد اليمن لعام 2004.